# Nonpalidece
Nonpalidece (popularmente conocido como «Nonpa») es una agrupación musical argentina de reggae formada en 1996 en Tigre, Buenos Aires, con Néstor Ramljak, Diego Bravo, Facundo Cimas y Galo Llorente. La temática tiene una base espiritual muy marcada, están presentes en las letras el amor, la naturaleza y mensajes de optimismo.

## Historia
En 1999 realizaron su primera gira por las provincias del sur de la Argentina. Participaron en la Fiesta Nacional del Lúpulo en El Bolsón, Río Negro. 
En 2000 lanzaron su primer disco, Dread al control, con producción independiente, realizado en los estudios de grabación Kangrejoz Records de Karamelo Santo, por Goy, luego masterizado en 2003; en este disco participaron como invitados Pedro Sena (trompeta), Juan Vizcarra (trombón) y Pedro «Piro» Rosafa (voz). Ese año participaron del Primer Festival Sudamericano de Reggae.
En 2001 se presentaron en el Teatro de la Cova junto a Los Cafres. En 2002 la banda realizó una gira únicamente por Costa Rica. En 2004 grabaron Nuevo día, su segundo disco, con catorce canciones de estilo roots reggae, entre ellas  Tu sueño con el que realizaron un video.
En 2005 comienzan a grabar el tercer disco, Hagan correr la voz, también con catorce canciones, que fue lanzado en 2006. El álbum obtuvo la placa de oro y le brindo a la banda mayor reconocimiento y popularidad cultural en el Reggae de Argentina.

### Nonpalidesenchufadoy éxito de la banda
En 2008 realizaron una presentación en La Trastienda, de la cual salió el disco Nonpalidesenchufado, este fue el primer CD grabado en vivo por la banda, también el video de «En el río es mejor» y en 2010 grabaron «El fuego en nosotros».
En 2011 lanzaron el disco Living Memory - El tributo nuestro, nacido del recital Tributo a Bob Marley realizado en el estadio Luna Park de Buenos Aires, en el que participaron otros artistas: Ricardo Mollo, Carajo, el Negro García López, Ricardo Tapia, Actitud María Marta y Ciro Pertusi.
En marzo de 2012 participaron del decimotercer Festival Iberoamericano de Cultura Musical Vive Latino en México. Luego continuaron con una gira por otros países de Centroamérica: se presentaron en El Salvador por tercera vez y en Costa Rica celebrando la primera década transcurrida desde la primera visita al país.

### Activistasy consagración musical
En 2013 estuvieron presentes en Vorterix Reggae Fest, primera edición del festival de reggae realizado en Mandarine Park de Punta Carrasco. En ese mismo año lanzaron su séptimo álbum de estudio titulado Activistas, el cual fue un impulso para giras por Latinoamérica los dos años siguientes, este disco contiene canciones como «Saber a donde ir», «Herencia», etc. También formaron parte del show que se realizó en la 4.ª edición del Festival Sustentable “PUMM! Por un mundo mejor”, al que concurrieron 25 mil jóvenes y que tuvo como objetivo difundir el compromiso con el cuidado del medio ambiente y de la vida saludable a través de la música.
En 2014 se presentaron en el Estadio Luna Park presentando Activistas. También en eventos como Cosquín Rock, Puerto Rock, entre otros. En 2015 organizaron "La fiesta más popular del reggae" en Platense.
A mediados del año de 2017 estrenan «Keep the Fyah Burning», uno de los dos temas grabados junto al inglés Brinsley Forde de Aswad y al jamaiquino Flabba Holt de Roots Radics, festejando anticipadamente el Día Internacional del Reggae, 1° de julio.
El 22 de febrero de 2019 lanzan el sencillo «Soy Latino», grabado junto a la banda brasilera de reggae Ponto de Equilibrio. Durante el año 2020 lanzan «Slogan» y «Vuela Alto», también en octubre del año 2021 el sencillo «La Alegría Manda» junto a Stuart, estos tres sencillos formaron parte del disco titulado Nonpalidece, el cual fue lanzado en el mismo mes del último sencillo mencionado, este cuenta con 10 canciones.

## Integrantes
La primera formación (1996) estaba integrada por Néstor Ramljak (voz y guitarra), Diego Bravo (guitarra), Facundo Cimas (bajo) y Galo Llorente (batería).
Luego se sumaron  Ariel Sciacaluga (percusión), Leo Rodríguez (percusión), Bruno Signaroli (trompeta), Agustín Azubel (saxo), Germán Bonilla (batería) y Martín Mortola (teclado). A fines de 2004 se integra Gustavo Pilatti, guitarrista y compositor.
Al año 2022 la banda está conformada por:
- Néstor Ramljak (voz y guitarra)
- Agustín Azubel (saxo)
- Ariel Sciacaluga (percusión y coros)
- Bruno Signaroli (guitarra)
- Facundo Cimas (bajo)
- Germán Bonilla (batería)
- Martín Mortola (teclados)

## Discografía
Las letras en su mayoría fueron escritas por Néstor Ramljak y Martín Mortola.
- 2000 — Dread al control
- 2004 — Nuevo día
- 2006 — Hagan correr la voz
- 2008 — Nonpalidesenchufado
- 2009 — El fuego en nosotros
- 2011 — Living Memory
- 2013 — Activistas
- 2021 — Nonpalidece
- 2024 — Hecho en jamaica

## Premios
| Año  | Organización      | Categoría                | Trabajo          | Resultado | Ref(s) |
| ---- | ----------------- | ------------------------ | ---------------- | --------- | ------ |
| 2014 | Premios PelaGatos | Mejor Arte de Disco      | Activistas       | Ganador   |        |
| 2022 | Premios Gardel    | Mejor Álbum Reggae / Ska | Nonpalidece      | Ganador   | [ 22 ] |
| 2025 | Premios Gardel    | Mejor Álbum Reggae / Ska | Hecho en Jamaica | Ganador   | [ 23 ] |